# Magnettorquer
Ein Magnettorquer, auch Magnetorquer oder Torqrods (von engl. torque=Drehmoment), ist eine Komponente der Lageregelung von Satelliten. Mittels einer Magnetspule wird ein magnetischer Dipol erzeugt, der mit dem Magnetfeld der Erde interagiert und damit ein Drehmoment auf den Satelliten überträgt. Anwendungen sind die aktive Lageregelung des Satelliten sowie der Ausgleich des Drehimpulses beim Entdrallen von Drall- oder Reaktionsrädern.

## Funktionsprinzip
Magnettorquer sind im Prinzip Elektromagnete, die einen magnetischen Dipol erzeugen. Die Stärke und die Richtung des Moments ist abhängig vom Strom, der Stromrichtung, der Windungszahl und dem Durchmesser der Spule sowie der Permeabilität des Kerns. Der erzeugte Dipol {\displaystyle \textstyle {\vec {m}}} reagiert mit dem Erdmagnetfeld {\displaystyle \textstyle {\vec {B}}} und erzeugt so ein mechanisches Drehmoment {\displaystyle \textstyle {\vec {M}}}:
{\displaystyle {\vec {M}}={\vec {m}}\times {\vec {B}}}
Der Magnettorquer ist fest mit dem Satelliten verbunden und überträgt so das Drehmoment um seinen Schwerpunkt. Mit einer geeigneten, orthogonalen Anordnung von drei Magnettorquern kann der Satellit damit frei um alle Achsen gedreht werden. Unter bestimmten Voraussetzungen können auch weniger als drei Magnettorquer verwendet werden, z. B. wenn eine vollständige Lageregelung nicht notwendig ist oder unsymmetrische Störungen eine unterbestimmte Regelung erlauben.

## Bauweisen
Die Effizienz der elektromagnetischen Kenngröße, das Dipolmoment, wird durch die Bauweise bestimmt. Es werden zwei Bauweisen unterschieden.

### Kernspulen
Kernspulen sind Zylinderspulen mit einem Kern aus hochpermeablem, weichmagnetischem Material. Sie zeichnen sich durch ein günstiges Verhältnis von Masse zu Dipolmoment aus, was für Raumfahrtanwendungen wichtig ist. Remanenzen im Kern können durch eine günstige Materialwahl vermieden oder durch zusätzliches Umpolen unterdrückt werden.

### Luftspulen
Bei Luftspulen wird die Wicklung auf einen Rahmen aus nichtmagnetischem Material aufgewickelt. Die fehlende Permeabilität wird durch zusätzliche Fläche oder höheren Strom ausgeglichen. Dies kommt zum Einsatz, wenn die Remanenz des Kernmaterials Instrumente stören würde. Die mangelnde Permeabilität führt dazu, dass Luftspulen bei gleichem Dipolmoment ein Vielfaches schwerer und größer sind als Kernspulen.
Das Prinzip der Luftspulen wird häufig bei Kleinsatelliten und CubeSats angewendet, wo Teile der Struktur als Rahmen verwendet werden können.
Redundanz kann bei beiden Bauweisen durch eine bifiliare oder übereinander liegende Spulenwicklung erzeugt werden. Dabei kann durch geeignete Dimensionierung entweder „kalte Redundanz“ (zwei getrennte, gleichwertige Spulen auf einem Kern) oder „heiße Redundanz“ (zwei Spulen, die jeweils die Hälfte der Leistung erzeugen) erzielt werden.

## Vor- und Nachteile
Magnettorquer haben eine geringe Masse im Verhältnis zum Satelliten und gelten als zuverlässig und energieeffizient. Im Gegensatz zu Schubdüsen verbrauchen sie keine Treibstoffe und können somit beliebig lange verwendet werden, solange elektrische Energie zur Verfügung steht. Dies ist im Erdorbit aufgrund der Sonnenenergie zuverlässig der Fall. Ferner geben sie im Gegensatz zu Schubdüsen auch keine Partikel in die Umgebung ab, welche im Fall von Satelliten Präzisionsmessungen stören könnten.
Da es keine beweglichen Teile gibt, werden Messinstrumente an Bord des Satelliten beim Einsatz von Magnettorquern nicht durch Vibrationen gestört, wie sie von Reaktions- oder Drallrädern erzeugt werden. Das Fehlen beweglicher Teile ist auch der Grund für die hohe Zuverlässigkeit der Magnettorquer.
Der größte Nachteil ist, dass ein äußeres Magnetfeld benötigt wird, daher ist der Einsatz auf Orbits um Planeten mit eigenem Magnetfeld beschränkt. Im Erdorbit limitiert die Feldstärke den Einsatz auf LEO bis MEO. 
Zum schnellen Rotieren wird eine hohe magnetische Feldstärke benötigt. Dafür wird ein hoher Strom benötigt, oder die Feldstärke im Orbit müsste höher sein. Hohe Drehraten werden erst durch längere Schaltzyklen erzielt, die meist für eine genaue Lageregelung zu lang sind.